# Actephila flavescens
Actephila flavescens är en emblikaväxtart som beskrevs av Paul Irwin Forster. Actephila flavescens ingår i släktet Actephila och familjen emblikaväxter. Inga underarter finns listade i Catalogue of Life.